# Breaza, Neamț
Breaza este un sat în comuna Bârgăuani din județul Neamț, Moldova, România.